# Dème d'Astypalée
Pour l’article homonyme, voir Astypalée.
Le dème d'Astypalée est un dème de Grèce dans le district régional de Kalymnos dans la périphérie d'Égée-Méridionale. Il regroupe les îles d'Astypalée, Pondikoússa, Ofidoússa, Fokioníssia, Chondró, Agía Kyriakí, Koutsomýti, Kounoúpi, Chondroníssi, Sýrna, Messoníssi, Stefánia et Zafora.
Le siège du dème et capitale de l'île est le village de Chóra, également appelé Astypalée.